# 마쭈 방위지휘부
육군 마쭈 방위지휘부(중국어 정체자: 陸軍馬祖防衛指揮部, 영어: Matsu Defense Command)는 중화민국 푸젠성 롄장현 난간향에 본부를 두고 마쭈 열도의 수비대 지휘부이다. 별명은 雲臺部隊, 운대부대.

## 역사
- 1949년, 타이완성 경비총사령부 산하에 마쭈 임시지휘부가 설립되었다.
- 1950년 6월, 대만 방위사령부로 전속하였다.
- 1952년, 육군 진먼 방위사령부 산하 조직이 되었다.
- 1955년, 육군 마쭈 수비구지휘부로 개편됨과 함께 국방부의 지휘는 받는 직속부대가 되었다.
- 1965년, 육군 마쭈 방위사령부로 개편되었다.
- 1969년, 육군 제21군사령부 겸 방위부로 개편되었다.
- 1979년, 崑崙專案→곤륜 전문안건에 의해 육군 제21군사령부 지정이 취소되어, 육군 마쭈 방위사령부로 되돌려졌다.
- 1990년, 육군총사령부로 전속하였다.
- 2006년 3월, 육군 마쭈 방위지휘부로 다시 개명되었다.[1]

## 조직

### 지휘부
- 지휘관 중장 1명
- 부지휘관 소장 1명
- 참모장 소장 1명
- 부참모장 상교 1명
- 정치작전 주임 소장 1명
- 정치작전 부주임 상교 1명
- 감찰장 상교 1명
- 지휘부 사관독도장 1명

### 직속부대
- 본부중대
- 방공중대
- 화전소대 (로켓 포병)
- 헌병소대
- 모집조(組)
- 보병대대(전투지원중대+보병중대 3개+화력지원중대)
- 반장갑중대

### 예속부대
- 난간 수비대대 "雲臺部隊"  - 푸젠성 롄장현 난간향, 대대장 상교 1명
  - 대대 본부중대
  - 기계화보병중대
  - 보병중대
  - 혼합포병중대
  - 공병소대
- 베이가오 수비대대 "擎天部隊" (베이가오 지구지휘부 개편) - 푸젠성 롄장현 베이간향, 대대장 상교 1명
  - 대대 본부중대
  - 기계화보병중대
  - 보병중대
  - 혼합포병중대
  - 양다오(중국어판) 수비대
  - 가오덩(중국어판) 수비대
- 쥐광 수비대대 "莒光部隊" (쥐광 지구지휘부 개편) - 푸젠성 롄장현 쥐광향, 대대장 상교 1명
  - 대대 본부중대
  - 기계화보병중대
  - 보병중대
  - 혼합포병중대

### 배속부대
- 육군후근지휘부 마쭈 지구지원대대
  - 보급중대
  - 보수중대
  - 운송중대
  - 위생중대
  - 탄약중대

## 기록

### 소속
- 타이완성 경비총사령부; 1949년
- 대만 방위사령부; 1950년 6월
- 진먼 방위사령부; 1952년
- 중화민국 국방부; 1955년
- 육군총사령부(이후의 국방부 육군사령부); 1990년

### 계보
- 1949년 陸軍馬祖臨時指揮部 육군 마조 임시지휘부
- 1955년, 陸軍馬祖守備區指揮部로 육군 마쭈 수비구지휘부
- 1965년, 陸軍馬祖防衛司令部 육군 마쭈 방위사령부
- 1969년, 陸軍第二十一軍司令部兼防衛部 육군 제21군사령부 겸 방위부
- 1979년, 陸軍馬祖防衛司令部 육군 마쭈 방위사령부
- 2006년 3월, 陸軍馬祖防衛指揮部 육군 마쭈 방위지휘부

## 참고
1. ↑  “陸軍馬祖防衛指揮部” (중국어 (대만)). 中華民國陸軍司令部. 2013년 9월 23일에 원본 문서에서 보존된 문서. 2012년 6월 16일에 확인함.